# Naturalistická fotografie

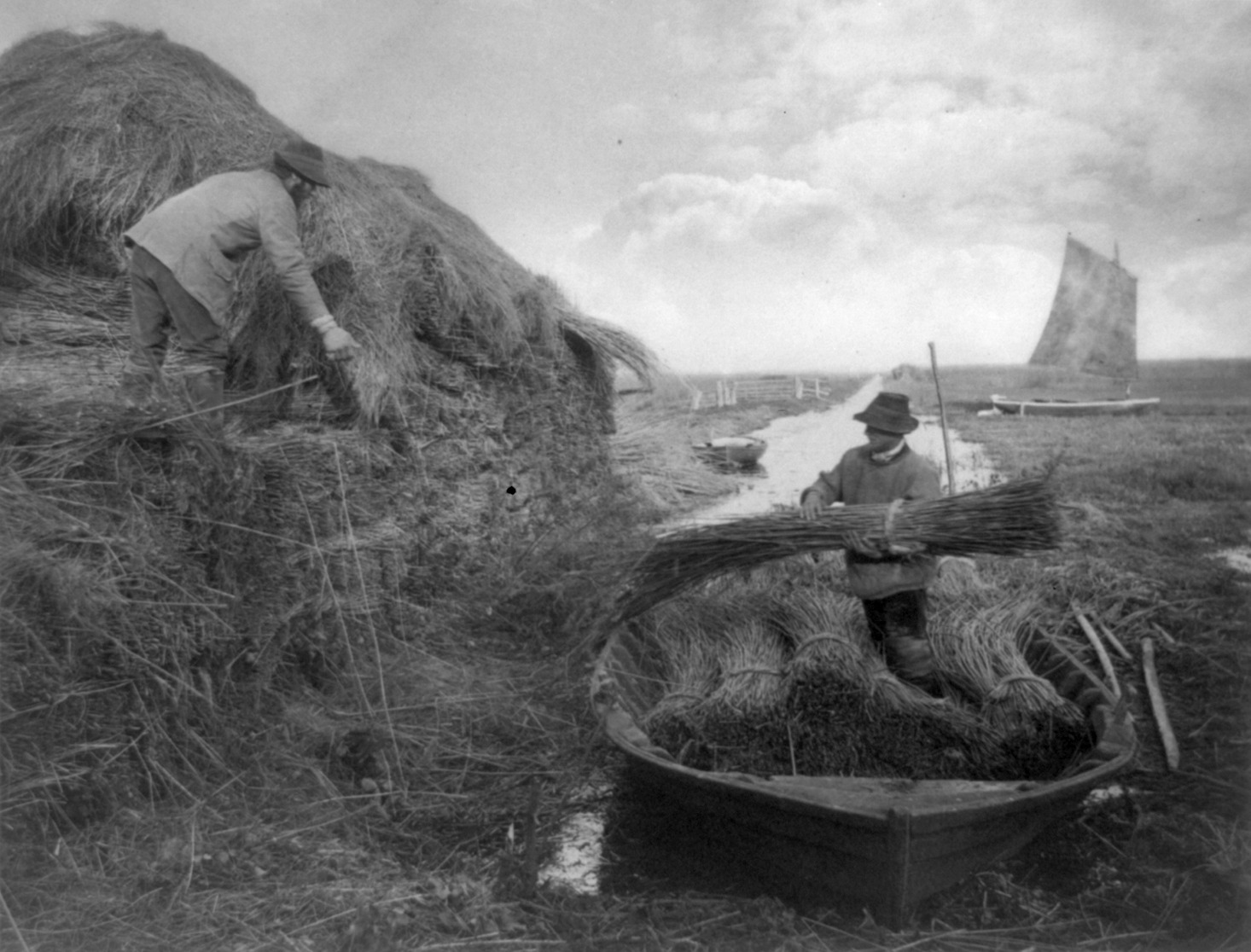
Peter Henry Emerson: Skládání rákosu (1886)

Naturalistická fotografie je fotografický směr, jehož zakladatelem byl anglický fotograf Peter Henry Emerson, který zformuloval jeho zásady v roce 1889 ve své knize Naturalistic Photography for Students of Art: fotografie by měla věrohodně reprodukovat přírodu bez zásahů fotografa.

## Historie
Naturalistická fotografie se kryla svým významem, výrazem, obsahem i cíli s naturalismem v literatuře a ve výtvarném umění. Byla reakcí na řemeslné fotografické portréty a romantizující piktorialismus. Podle Emersona je fotografie uměním, i když nenapodobuje malířství a je jen obrazem skutečnosti.
K představitelům fotografického naturalismu kromě P. H. Emersona patřili také Lyddell Sawyer, Benjamin Gay Wilkinson, Frank Meadow Sutcliffe a George Davison.
K současným naturalistickým fotografům patří Francouzka Françoise Huguier, která dokumentuje život obyvatelek kolektivních bytů v Petrohradě. Své snímky umísťuje do nákladných instalací s napodobeninami špinavých kuchyní, koupelen a pokojů stalinistických bytů bez práva na elementární soukromí.